# De Vuursche
De Vuursche est une ancienne commune néerlandaise de la province d'Utrecht.
Elle était composée du village de Lage Vuursche et du hameau de Hooge Vuursche. En 1840, la commune comptait 19 maisons et 243 habitants, dont 190 à Lage Vuursche et 53 à Hooge Vuursche.
Le 8 septembre 1857 la commune de De Vuursche est supprimée et rattachée à Baarn.